# Марчиньяго
Марчиньяго, Марчиньяґо (італ. Marcignago) — муніципалітет в Італії, у регіоні Ломбардія,  провінція Павія.
Марчиньяго розташоване на відстані близько 470 км на північний захід від Рима, 26 км на південь від Мілана, 10 км на північний захід від Павії.
Населення — 2488 осіб (2014).
Щорічний фестиваль відбувається третьої неділі жовтня. Покровитель — Sant'Agata.

## Демографія
Населення за роками:

Станом на 1 січня 2023 року в муніципалітеті офіційно проживали 182 іноземці з 26 країн, серед них 53 громадяни країн Євросоюзу та 13 громадян України.

## Сусідні муніципалітети
- Баттуда
- Чертоза-ді-Павія
- Павія
- Торре-д'Ізола
- Тривольціо
- Веллеццо-Белліні